# Berós
Berós (acadi; Bêl-re'ušunu), (Berosus, Βηρωσός o Βηρωσσρός) fou un sacerdot de Marduk i historiador a Babilònia al segle iii aC, quan la ciutat era sotmesa llavors a l'Imperi Selèucida.
El seu nom es considera que és el mateix que Bar Oseas (fill d'Osees). Va néixer en el regnat d'Alexandre el Gran i va viure fins al regnat d'Antíoc II Theós (261 aC-246 aC) en el regnat del qual hauria escrit la seva història de Babilònia.

## Biografia
Berós era šatammu, rang que tenia el sacerdot principal del temple. Aquest càrrec li donà accés als artxius de Esagila, temple del deu suprem Marduk; fou un home de grans coneixements i que parlava grec. Com que la seva vida era la d'una persona que segons alguns autors no parlava la llengua caldea s'ha suposat que era un grec que va escriure amb el pseudònim d'un caldeu famós a Babilònia, però probablement era una obra escrita en grec per un babiloni, igual que Menandre de Pèrgam havia escrit la de Fenícia i Manetó la d'Egipte.

## Obra
La seva història, coneguda com a Babiloniaka Βαβυλωνικά, o Χαλδαϊκά o ἱστορίαι Χυλδαϊκαί, estava formada per tres llibres, va ser molt consultada i explicava la història mesopotàmica, amb diverses referències astrològiques.
En el primer llibre parla sobre l'aparició d'un misteriós personatge anomenat Oannes, un monstre meitat home meitat peix, que va donar a conèixer la civilització i va explicar l'origen del món als primers pobladors de Mesopotàmia. En el segon dels llibres, destaca la llista de reis, però declara l'existència de deu reis antediluvians, per la qual cosa se la considera mitològica. Els historiadors contemporanis tradicionals, només consideren l'últim volum com "història", en la que relata la part final de la història de l'imperi, des de la dominació assíria, l'imperi neobabilònic i la dominació persa fins a Alexandre el Gran.
L'obra s'ha perdut i només es conserven alguns fragments mercès a Flavi Josep, Eusebi, Sincel·le i alguns pares cristians. Berós també va escriure sobre els països veïns com Caldea i Mèdia i ell mateix diu que derivava el seu coneixement dels arxius del temple de Marduk.
Flavi Josep diu que Berós va introduir entre els grecs els secrets de la ciència dels caldeus (es refereix a l'endevinació), i també l'astrologia oriental. Plini diu que els atenencs li van erigir una estàtua al gimnàs, amb la llengua d'or, en agraïment a les seves profecies divines. Vitruvi li atribueix l'invent d'un rellotge de sol semiciruclar (hemyciclum) i diu que al final de la seva vida es va establir a l'illa de Cos on va fundar una escola d'astrologia. Els fragments de contingut astrològic que es conserven parlen dels eclipsis i de les fases de la lluna, i també de les catàstrofes universals, diluvis i terratrèmols determinades per la conjunció dels astres.

## Fals Berós
Una obra anomenada Berosi Antiquitatum libri quinque cum Commentariis Joannis Annii, publicat a Roma el 1498 fou una fabricació de Giovanni Nanni un frare dominic de Viterbo conegut com a Annius de Viterbo (mort el 1502).